# Астон Мартин DB2
Астон Мартин DB2 е спортен автомобил на Астон Мартин, произвеждан в периода 1950 - 1953 г. Това е първият модел, официално носещ в названието си инициалите на собственика на компанията Дейвид Браун. Произведени са общо 411 екземпляра, 102 от които са кабриолети. Моделът постига много успехи в автомобилни състезания, което допринася за доброто развитие на компанията впоследствие.
Прототипът на DB2 взима участие на 24-те часа на Льо Ман през 1949 г. Той използва шасито на предшественика си 2 Литра Спортс и каросерия тип купе по дизайн на Франк Фийли. Двигателят е 2.6-литров, производство на новозакупената от Браун компания Лагонда. Серийният автомобил е представен за първи път на автоизложението в Ню Йорк година по-късно. Въпреки големия интерес от страна на клиентите на фирмата, следващите три произведени DB2 не се предлагат за продажба, а се пускат в 24-те часа на Льо Ман през 1950 г., като два от тях постигат двойна победа в своя клас. И трите продължават да участват на състезания и през 1951 г. Успехите в състезанията носят слава на Астон Мартин и е взето решение за направата на модел, предназначен за състезателните писти - DB3.
От януари 1951 г. като опция започва да се предлага двигател с подобрени показатели, водещи до по-голяма мощност. Тази модификация е наречена Вантидж и оттогава е положена традицията, най-мощните модификации на моделите на Астон Мартин да носят това име.